# Pentachlornitrobenzol
Pentachlornitrobenzol (Quintozen) ist eine chemische Verbindung aus der Gruppe der Benzolderivate.

## Gewinnung und Darstellung
Pentachlornitrobenzol kann durch Reaktion von Chlor mit Nitrobenzol gewonnen werden.

## Eigenschaften
Pentachlornitrobenzol ist ein farbloser aus nadelförmigen Kristallen bestehender Feststoff, der praktisch unlöslich in Wasser ist. Er zersetzt sich beim Erhitzen, wobei Chlorwasserstoff, Stickstoffoxide, Kohlenmonoxid und Kohlendioxid entstehen. Unter Umweltbedingungen wandelt es sich in Pentachloranilin um. Das technische Produkt ist (abhängig von seiner Reinheit) ein hellgelber bis weißlicher Feststoff mit muffigen Geruch. Er ist löslich in Schwefelkohlenstoff, Benzol, Chloroform, Ketonen und aromatischen oder chlorierten Kohlenwasserstoffen, ist aber praktisch unlöslich in Wasser.

## Verwendung
Pentachlornitrobenzol ist ein Kontaktfungizid, dessen Wirkmechanismus die Lipid-Peroxidation ist. Es wird zur Saatgut- und Bodenbehandlung gegen Pilzerkrankungen, wie Botrytis-, Rhizoctonia- und Sclerotinia-Arten im Acker-, Gemüse- und Zierpflanzenanbau sowie gegen Steinbrand an Weizen eingesetzt. Es wird in den USA als Fungizid verwendet. Es wurde erstmals 1868 synthetisiert und in den 1930er Jahren in Deutschland als Fungizid eingeführt. Seit 1962 wird es in den USA produziert und dort 1964 erstmals zugelassen. 1972 betrug die jährliche Produktionsmenge in den USA etwa 1.300 Tonnen, wovon 30–40 % exportiert wurden.

## Zulassung
Die EG-Kommission entschied 2000, dass Pentachlornitrobenzol nicht als Wirkstoff in Anhang I der Richtlinie 91/414/EWG aufgenommen werden soll und alle Zulassungen als Pflanzenschutzmittel zurückzunehmen sind. In Deutschland, Österreich und der Schweiz sind keine Pflanzenschutzmittel mit diesem Wirkstoff zugelassen.